# Langenfeld (Hölzchen)
Langenfeld ist ein Weiler des Ortsteils Hölzchen der Ortsgemeinde Arzfeld im Eifelkreis Bitburg-Prüm in Rheinland-Pfalz.

## Geographische Lage
Langenfeld liegt rund 700 m westlich des Ortsteils Hölzchen und rund 3,4 km südöstlich des Hauptortes Arzfeld auf einer Hochebene. Der Weiler ist von umfangreichen landwirtschaftlichen Nutzflächen sowie Waldbestand im Westen umgeben. Südlich von Langenfeld fließt der Langertsbach. Langenfeld weist die Struktur einer Streusiedlung auf.

## Geschichte
Zur genauen Entstehungsgeschichte des Weilers liegen keine Angaben vor. Es handelt sich um mehrere, vornehmlich landwirtschaftliche Gehöfte, die vermutlich unabhängig voneinander entstanden sind und später zum Weiler zusammengefasst wurden.

## Kultur und Sehenswürdigkeiten

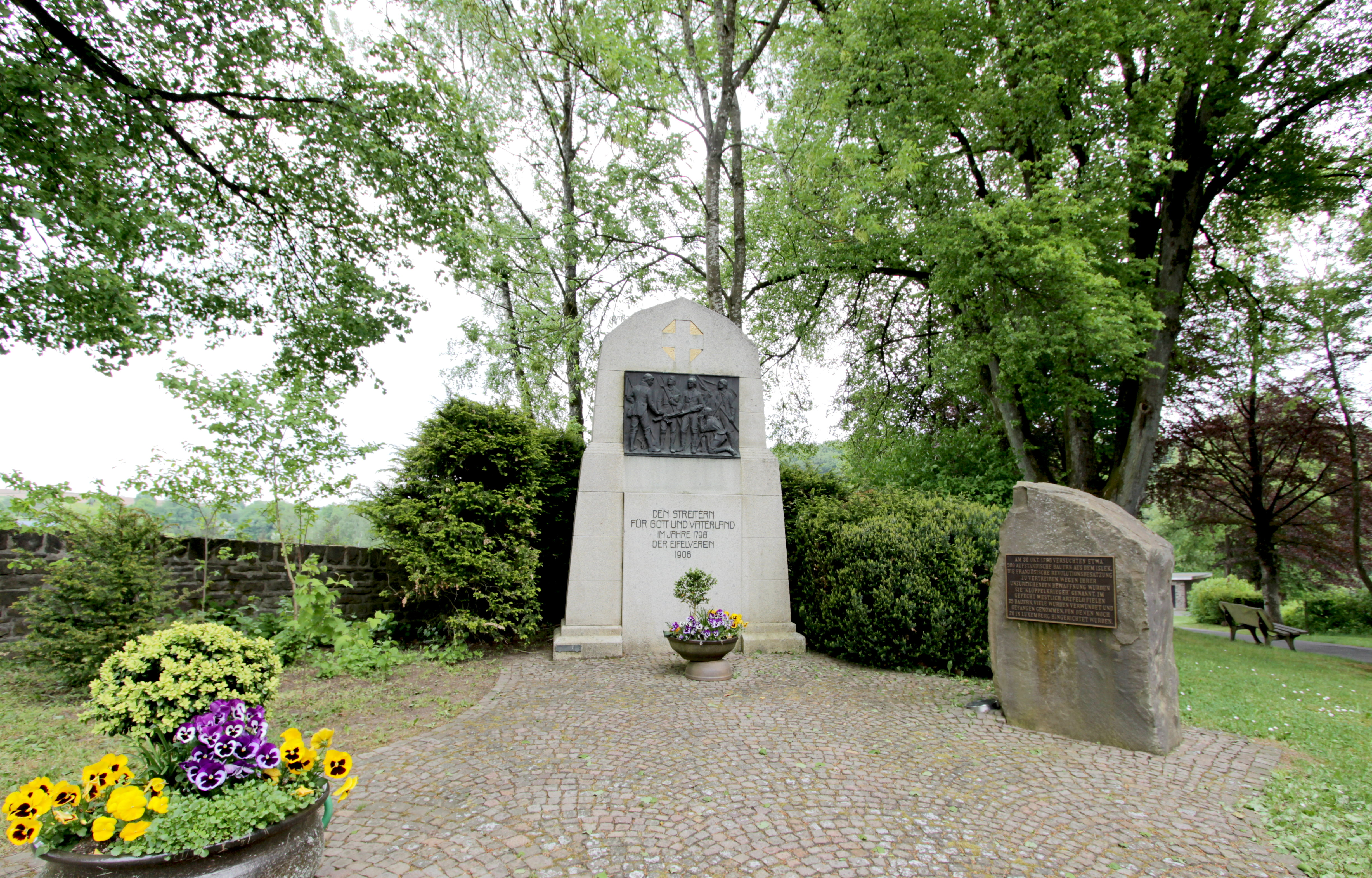
Denkmal des Klöppelkrieges im Hauptort Arzfeld

### Wegekreuze
In Langenfeld befinden sich zwei Wegekreuze. Eines zentral im Weiler, bestehend aus Schaft und Abschlusskreuz mit einer Inschrift auf dem Schaft sowie dem IHS-Zeichen und einer Krone im Kreuz. Das zweite Wegekreuz befindet sich etwas nördlich des Weilers.

### Naherholung
Durch Langenfeld verläuft die Wanderung „Auf den Spuren der Klöppelmänner“. Hierbei handelt es sich um einen Rundwanderweg mit einer Länge von rund 17 km. Die Strecke führt von Arzfeld nach Neurath in Richtung Windhausen und Langenfeld bis kurz vor Dreis und wieder zurück nach Arzfeld. Highlights am Weg sind das Denkmal anlässlich des Klöppelkrieges, das ehemalige Schlachtfeld, die Pfarrkirche Arzfeld sowie mehrere Aussichtspunkte.

## Verkehr
Es existiert eine regelmäßige Busverbindung ab Hölzchen.
Langenfeld ist durch die Kreisstraße 60 von Hölzchen in Richtung Windhausen erschlossen. Östlich des Weilers verläuft die Landesstraße 9.